# Лондонска школа за извођачке уметности и технологију
Лондонска школа за извођачке уметности и технологију (енгл. London School for Performing Arts & Technology), познатија као БРИТ Школа (енгл. BRIT School) је престижна британска школа која се налази у Селхарсту, Кројдон, у Лондону, Енглеска, са функцијом да обезбеди образовање и стручну обуку за извођачке уметности, медије, уметности и дизајна, те технологије које чине перформанс могућим. Због селективног уписа студената, школа је позната по бројним бивших ђацима, који су сада познати, укључујући Адел, Ејми Вајнхаус, Џеси Џеј, Лиона Луис, Кети Мелуа, Д Кукс, Имеџин Хип и Кејт Неш.